# 10 Brygada Kawalerii

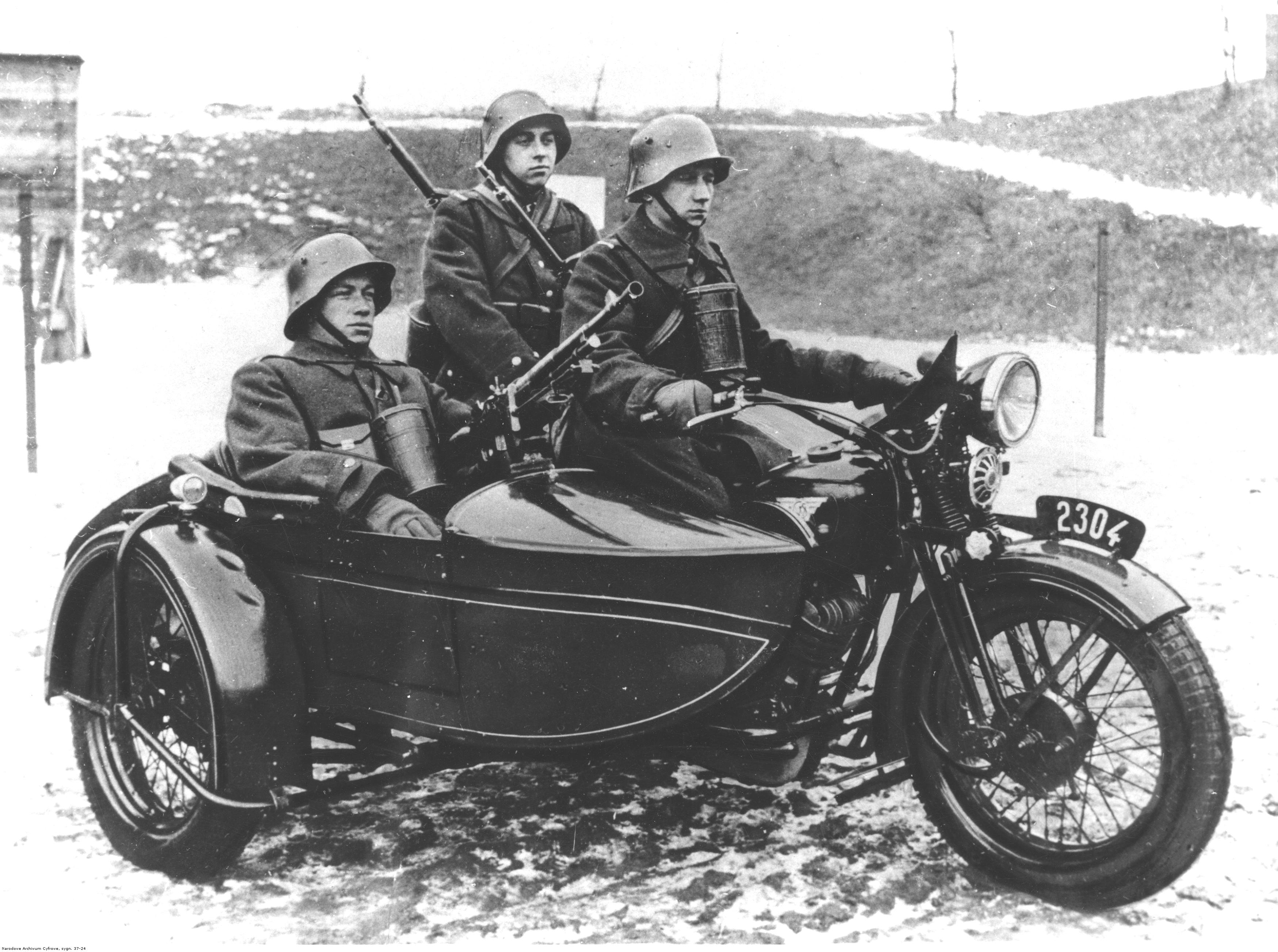
Drei Soldaten auf dem Motorrad, einer Sokoł 1000

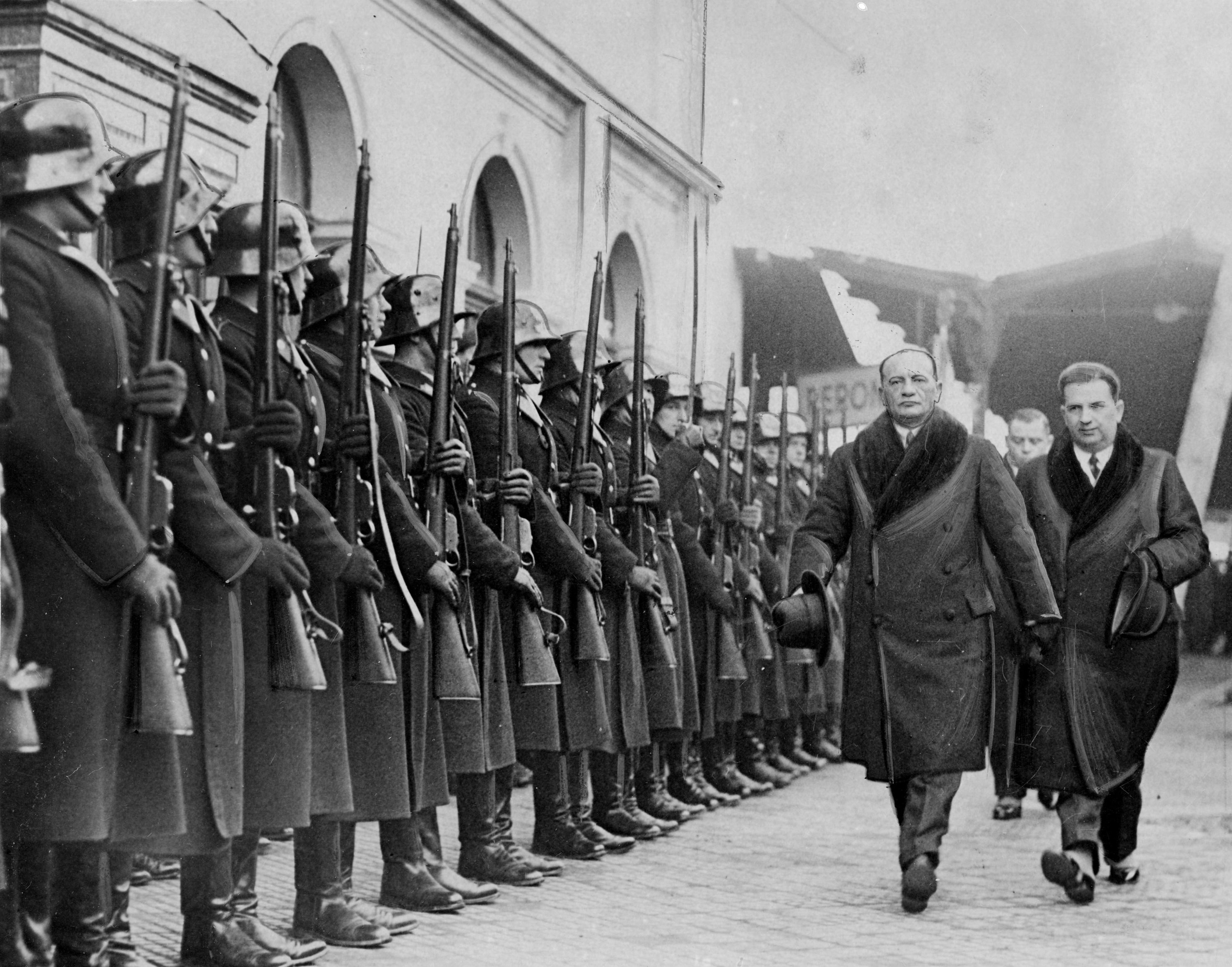
Premierminister Świtalski schreitet während eines zeremoniellen Empfangs eine Ehrenwache der Brigade ab.

Die 10 Brygada Kawalerii (deutsch 10. Kavallerie-Brigade) war der erste vollständig motorisierte Großverband des Polnischen Heeres, während der Zweiten Republik.
Es führte diesen Namen seit 1921. Von 1930 bis 1939 führte der Großverband die Bezeichnung 10 Brygada Kawalerii. Landläufig war er auch unter der Bezeichnung „Schwarze Mütze“ oder Schwarze Brigade bekannt.
Im Jahre 1942 wurde die Brigade zu einer Panzerdivision der Polnischen Streitkräfte umgegliedert. Bei den Westmächten war diese auch unter dem Namen Maczeks-1. Panzerdivision bekannt.

## Brigadegeschichte
Ende September 1938, nach dem Abschluss des Münchner Abkommens besetzte die Brigade einen Teil des tschechischen Olsagebietes, das von Polen völkerrechtswidrig annektiert wurde.
Im September 1939 wurde sie der „Kraków-Armee“ zugeteilt und kam beim Überfall auf Polen erstmals zum Einsatz.
In der Jordanów-Schlacht in den Beskiden kämpfte sie in verlustreichen Kämpfen mit dem Korps des Generals Eugen Beyer und der Panzertruppe unter Generalleutnant Alfred Ritter von Hubicki. Am 19. September setzte sich die polnischen Brigade unter Oberst Maczek über den Jablunyzja-Pass auf ungarisches Territorium ab. Dort wurden sie interniert.

## Gliederung
- Kommando mit Hauptquartier in Rzeszów
- Schwadron-Nachrichtenabteilung  – Rzeszów
- Verkehrsregulierer-Abteilung  – Rzeszów
- Panzer-Jäger-Abteilung – Rzeszów
- Aufklärungs-Abteilung  – Rzeszów
- 24. Reiter-Regiment – Kraśnik
- 10. Reiter-Regiment – Łańcut

## Kommandeure
- Oberst  Adam Kiciński (1921 bis 15. Oktober 1925)
- Oberst  Włodzimierz Tyszkiewicz (15. Oktober 1925 bis 31. Mai 1927)
- Oberst  Ryszard Gieszkowski-Wolff-Plottegg (29. November 1927 bis 31. August 1929)
- Oberst  Wincenty Jasiewicz (31. März  1930 bis Mai 1937)
- Oberst  Antoni Durski-Trzaska (Mai 1937 bis 30. Oktober 1938)
- Oberst  Stanisław Maczek (30. Oktober 1938 bis September 1939)

## Ausrüstung
Die Kavallerie-Brigade bestand aus zwei Regimentern.
Insgesamt befehligte Maczek neun Kampfgruppen von zirka 4500 Mann, ausgerüstet mit Panzerwagen, Tanketten und Artillerie. An schweren Waffen war die  Brigade ausgerüstet mit 4 Panzerhaubitzen 100 mm, 4 Kanonen 75 mm und 30 Kanonen 37 mm. Bis 1939 besaß die Panzerwaffe nur 16 leichte Panzer Typ Vickers-E und 26 leichte Tanketten TKS eigener Produktion, zusätzlich 259 Sokol-Motorräder und 459 Wagen.
Die Tanketten waren wahlweise mit einem Maschinengewehr („Hotchkiss-25“) oder einer 20-mm-Kanone (Nkm wz.38 FK) ausgerüstet.
Die Motorräder wurden mit einem 7,62-mm-IMG 28-Maschinengewehren ausgerüstet.